# 圣埃利娅-菲乌梅拉皮多
圣埃利娅-菲乌梅拉皮多（義大利語：Sant'Elia Fiumerapido），是意大利拉齐奥大区弗罗西诺内省的一个市镇。总面积41.03平方公里，人口6320人，人口密度154.0人/平方公里（2009年）。ISTAT代码为060068。